# テレーゼ・ツー・メクレンブルク

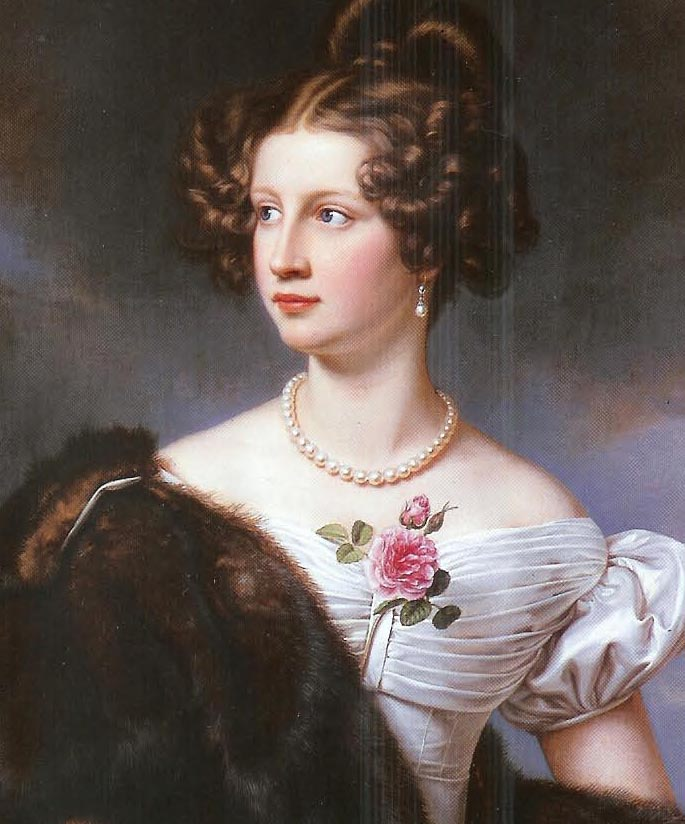
テレーゼの私生児アマーリエ・フォン・レルヒェンフェルト（1808年 - 1888年）。美貌に恵まれ、多くの男性と浮名を流した。

テレーゼ・マティルデ・アマーリエ・ツー・メクレンブルク（Therese Mathilde Amalie Herzogin zu Mecklenburg [-Strelitz], 1773年4月5日 - 1839年2月12日）は、ドイツのメクレンブルク＝シュトレーリッツ公爵家の公女で、カール・アレクサンダー・フォン・トゥルン・ウント・タクシスの妻。プロイセン王妃ルイーゼの次姉である。

## 生涯
メクレンブルク＝シュトレーリッツ公（のち大公）カール2世とその最初の妻でヘッセン＝ダルムシュタット侯子ゲオルク・ヴィルヘルムの娘であるフリーデリケの間の第4子、三女として生まれた。すぐ上の姉カロリーネが夭折したため、実質的に四人姉妹の次女であった。幼くして実母と死別し、実母の妹であった継母シャルロッテも早世したため、ダルムシュタットに住む母方の祖母ルイーゼに養育された。
1789年5月25日にノイシュトレーリッツにおいて、神聖ローマ帝国の帝国郵便総裁（Generalpostmeister）を世襲で務めるトゥルン・ウント・タクシス侯カール・アンゼルムの跡取り息子カール・アレクサンダーと結婚した。夫妻は1797年まではフランクフルト・アム・マインに居を構えていたが、この頃からすでにテレーゼは夫を凌ぐ政治的手腕を見せていた。1797年に義父が実質的に帝国郵便総裁とレーゲンスブルクでの帝国議会（Reichstag）での役職を引退して夫に役職を譲ると、テレーゼも夫を支えてトゥルン・ウント・タクシス家の資産や郵便事業の経営を支えるようになった。またテレーゼは芸術や文学にも関心を寄せ、そのサロンにはジャン・パウル、フリードリヒ・リュッケルト、ヨハン・カスパー・ラヴァーター、フリードリヒ・ゴットリープ・クロプシュトックらの文人が出入りしていた。
1839年にディッシンゲンのタクシス城で亡くなり、ザンクト・エメラム修道院（Kloster Sankt Emmeram）宮殿内の墓所に葬られた。

## 子女
夫カール・アレクサンダーとの間に7人の子女をもうけた。
- シャルロッテ・ルイーゼ（1790年）
- ゲオルク・カール（1792年 - 1795年）
- マリア・テレジア（1794年 - 1874年） - 1812年、エステルハージ・デ・ガランタ侯パウル（3世）・アントンと結婚
- ルイーゼ・フリーデリケ（1798年）
- マリア・ゾフィア・ドロテア・カロリーネ（1800年 - 1870年） - 1827年、ヴュルテンベルク公パウル・ヴィルヘルムと結婚（1835年離婚）
- マクシミリアン・カール（1802年 - 1871年） - トゥルン・ウント・タクシス侯
- フリードリヒ・ヴィルヘルム（1805年 - 1825年）

また、バイエルンの外交官マックス・エマヌエル・フォン・ウント・ツー・レルヒェンフェルト伯爵（1772年 - 1809年）との間に私生児を1人もうけた。
- アマーリエ・フォン・レルヒェンフェルト（1808年 - 1888年）